# Nakatsu (fiume)
Il fiume Nakatsu è un fiume giapponese, che attraversa la città di Morioka dove confluisce nel Kitakami, il quarto fiume del Giappone per lunghezza.